# Novogvinejska prepelica
Novogvinejska prepelica (lat. Anurophasis monorthonyx) je jedina vrsta roda Anurophasis iz porodice fazanki, koja živi u jugoistočnoj Aziji. Slično kao i kratkokljuna trčka, jedna je od najmanje poznatih ptica iz reda kokoški. Živi u snježnim planinama Nove Gvineje i Jave. Staništa su joj alpski travnjaci na sjevernim padinama i visoravnima nadmorske visine 3100-4200 metara.

## Izgled
Duga je 25-28 centimetara, a teška oko 400 grama. Mužjaci su crvenkasto-kestenjaste boje, sa širokim crnim prugama na ušima, prsima i bokovima. Ženka je, međutim mnogo svjetlija i vodoravne pruge na perju nešto su manje izraženije nego kod mužjaka. Pilići imaju nepravilne, izlomljene pruge.

## Životne navike
O životnim navikama ove ptice jako je malo poznato. Viđana je isključivo pojedinačno ili u paru. Međutim, samo jednom su viđene tri jedinke zajedno. Do sad je pronađeno samo jedno gnijezdo skriveno u travi, koje je sadržavalo tri blijedosmeđa jaja s tamnim pjegama. Ishrana joj se sastoji od sjemenki, lišća, cvijeća, gusjenica i drugih beskralježnjaka.